# Данијел Макфаден
Данијел Литл Макфаден (енгл. Daniel Little McFadden; 29. јул 1937) амерички је економиста и економетриста.  Добитник је Нобелове награде за економију 2000. године „за његов развој теорије и метода за анализу дискретног избора”. Ментор  му је био Леонид Хурвич, који је такође добитник Нобелове награде за економију.